# Вилаперучо
Вилаперу̀чо (на италиански: Villaperuccio; на сардински: Sa Baronìa, Са Барония) е село и община в Южна Италия, провинция Южна Сардиния, автономен регион и остров Сардиния. Разположено е на 68 m надморска височина. Населението на общината е 1121 души (към 2010 г.).